# Adéu, Espanya?
Adéu, Espanya? és un documental que compara la realitat de Groenlàndia, Escòcia i el Quebec amb Catalunya sobre la possibilitat d'independitzar-se dels seus estats respectius. Fou emès per primer cop el dijous 3 de juny del 2010 a les 21:50 del vespre per Televisió de Catalunya al programa Sense ficció.
Per fer l'anàlisi, el reportatge planteja algunes preguntes com la de saber si "la secessió és democràtica", indaga si "els processos de secessió són jurídics —emparats en clàusules legals— o polítics —fruit d'una negociació" i concreta la qüestió de si els Estats democràtics estan obligats a encetar una negociació de secessió si una majoria raonable dels ciutadans així ho desitgen.
Després de precisar el marc democràtic i les vies per accedir a la independència, Adéu, Espanya? analitza els recursos econòmics de cada país i la seva viabilitat com a Estats sobirans. Finalment, examina el posicionament de la Unió Europea, l'oficial i l'extraoficial, davant la possibilitat de la secessió d'una part d'un Estat membre.

## Història
L'equip de TV3 encapçalat per Dolors Genovès, direcció i guió, Àngel Leiro, realitzador, Arlette Peyret, producció, i Mimmo Pizzigallo, director de fotografia, es va desplaçar a Groenlàndia, Escòcia i el Quebec per a la realització del documental. Posteriorment Toni Xuclà va afegir la banda sonora.
Abans d'emetre's per primer cop a TV3, el dilluns 31 de maig es va presentar a les 19:00 a l'auditori de la Universitat Ramon Llull de Barcelona. Hi van assistir Mònica Terribas, directora de TV3, Joan Salvat i Saladrigas, cap de l'àrea de Documentals de Televisió de Catalunya, i Dolors Genovès, la directora del documental.
Va ser el programa més vist a Catalunya la nit del dijous 3 de juny, amb una audiència mitjana de 733.000 espectadors i una quota del 23,9%, 5,5 punts per sobre de la mitjana habitual, tal com n'informà Televisió de Catalunya segons dades de Kantar Media. De les dades d'audiència en destacà que el 35,2% de joves fins a 24 anys de Catalunya que en aquells moments miraven la televisió van triar veure el documental i que la quota que va obtenir a Barcelona va ser d'un 28%. Per gèneres, el reportatge va ser vist per un 26,4% d'homes i un 20,1% de dones.

## Context
Amb la globalització i la democratització s'ha produït l'emergència de les nacions sense estat que aspiren a decidir el seu propi futur constitucional perquè:
1. No volen sotmetre les seves decisions a unes estructures estatals que no acullen el dret de la diferència (cultural, lingüística, econòmica, històrica).
2. Els estats centrals representen un topall a les pròpies capacitats de desenvolupament i no són interlocutors vàlids davant els organismes internacionals.
3. La independència és un dret democràtic. És la mirada d'un entomòleg que estudia la viabilitat d'uns processos que Occident, malgrat les resistències, sembla que viurà en els pròxims anys.

Actualment, els moviments independentistes democràtics de les nacions-subestats reivindiquen el dret a decidir el futur constitucional invocant la voluntat de la majoria dels ciutadans, els referèndums i el respecte per la diversitat interna. Groenlàndia (Dinamarca), el Quebec (Canadà), Escòcia (Regne Unit) i Catalunya (Espanya) van incorporar-se –de manera pactada o forçada– durant el segle xviii als Estats als quals pertanyen actualment. Per il·lustrar aquests processos històrics, el documental ha utilitzat les figures del Playmobil i la tècnica del pas a pas per explicar breument la formació de les unions polítiques.

## Les nacions

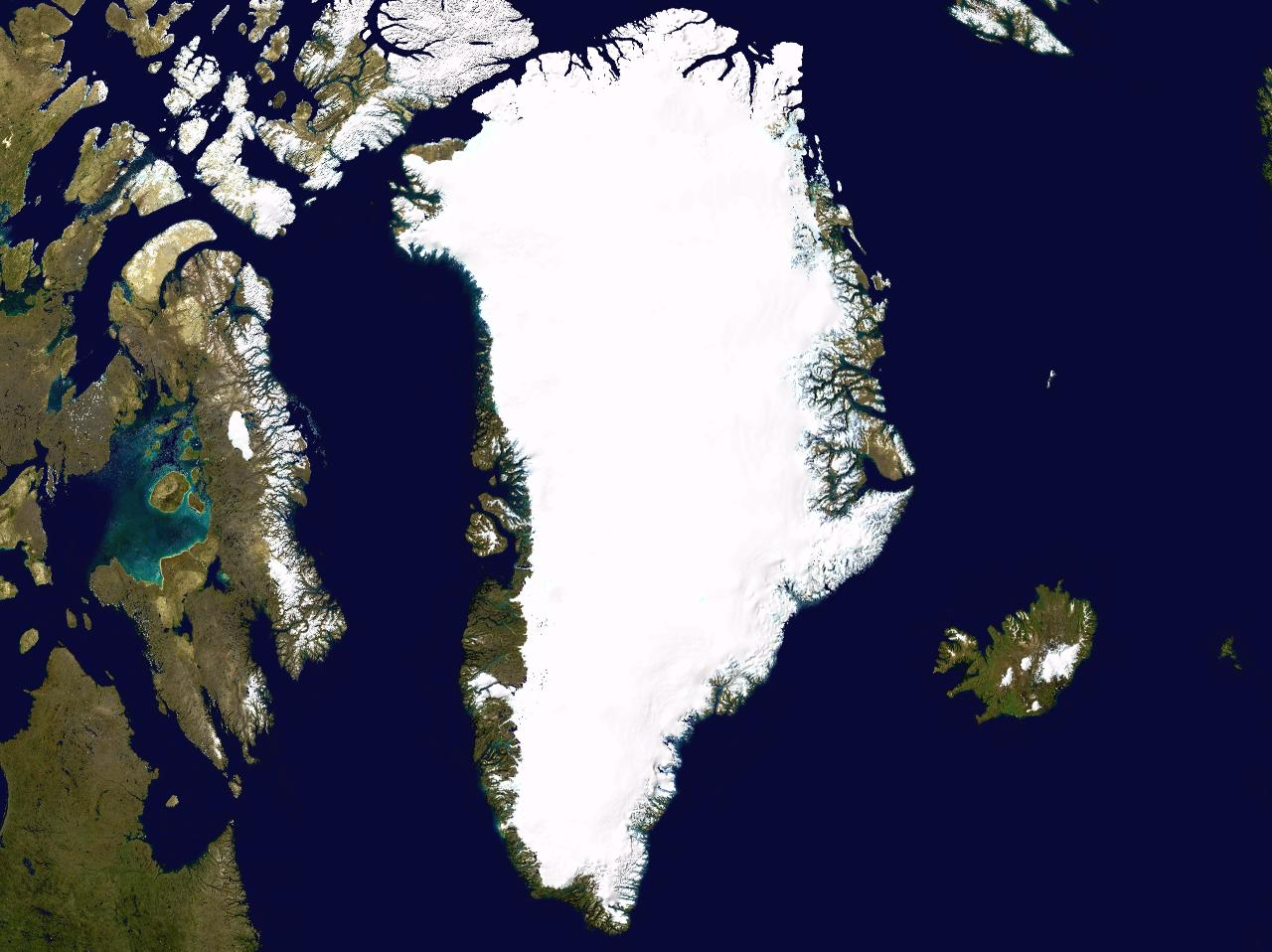
Groenlàndia (Dinamarca)

Quebec (Canadà)

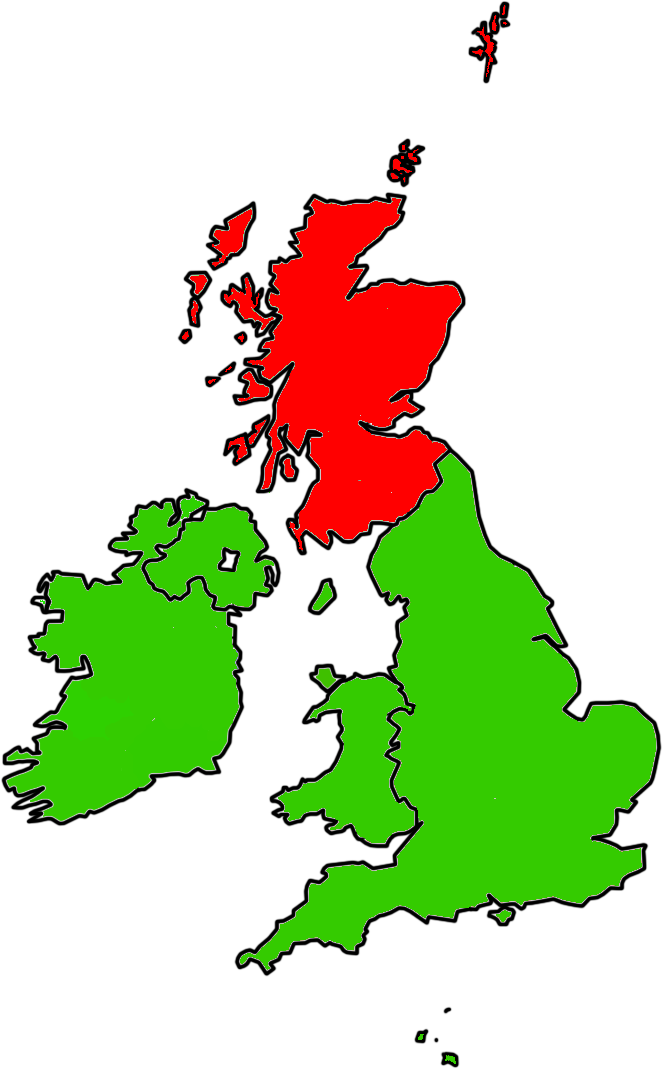
Escòcia (Regne Unit)

Catalunya (Espanya)

En el documental Adéu, Espanya? es donen algunes dades de població i demografia, es parla sobre el marc legal, la història, la viabilitat econòmica o es fan entrevistes a persones conegudes dels quatre territoris diferents: Groenlàndia, el Quebec, Escòcia i Catalunya.

### Groenlàndia
Població56.500 habitants 

Dimensió territorial2.166.086 km² 

Densitat demogràfica0,026 hab./km²

Marc legalGroenlàndia es pot independitzar de Dinamarca quan així ho decideixen els seus ciutadans, segons el nou Estatut d'Autogovern de l'any 2009.

HistòriaEl 1722 el rei Frederic IV de Dinamarca i Noruega envia el missioner Hans Egede a colonitzar l'illa i hi funda l'actual capital, Nuuk.

Persona entrevistadaKuupik Kleist, primer ministre de Groenlàndia. 
| « | El més fonamental de l'arribada de la independència al nostre país és que els groenlandesos seran acceptats i respectats com a altres ciutadans del món. | » |

### Quebec
Població7,7 milions d'habitants 

Dimensió territorial1.542.056 km²

Densitat demogràfica4,9 hab./km²

Marc legalEl Quebec és membre fundador del Canadà i actualment és una de les 10 províncies i 3 territoris que formen la federació canadenca.

HistòriaEl 1763, després de la Guerra dels Set Anys, es fa el Tractat de París i Nova França esdevé una colònia britànica. El 1867, cent anys després, es crea una confederació entre les colònies de parla anglesa i el Quebec sota l'imperi de la Corona britànica.

Persona entrevistadaMichel Bastarache, jutge del Tribunal Suprem del Canadà (1997-2008). 
| « | Si al Quebec es fa un referèndum amb una pregunta clara i una majoria clara, es podria forçar el govern del Canadà a negociar una secessió. | » |

### Escòcia
Població5,2 milions d'habitants

Dimensió territorial78.772 km²

Densitat demogràfica65 hab./km²

Marc legalEscòcia, juntament a Anglaterra, Irlanda i Gal·les, és una de les quatre nacions que constitueixen el Regne Unit de la Gran Bretanya i Irlanda del Nord.

HistòriaEl 1661 Carles II d'Escòcia és coronat rei d'Anglaterra i Irlanda. El 1707 l'últim acte del Parlament d'Escòcia va ser votar la seva pròpia dissolució i d'aquí en neix el Regne Unit.

Persona entrevistadaAlex Salmond, primer ministre d'Escòcia. 
| « | No crec que hi hagi ningú a la Unió Europea que vulgui una Escòcia a part de l'estructura europea. Però depèn del poble d'Escòcia. | » |

### Catalunya
Població7.539.618 habitants 

Dimensió territorial31.894 km²

Densitat demogràfica234,38 hab./km²

Marc legalCatalunya és una nació, segons l'Estatut del 2006, i una de les Comunitats Autònomes que formen el Regne d'Espanya.

HistòriaEl 1714 les potències europees han abandonat Catalunya i l'11 de setembre de 1714 cau Barcelona sota l'exèrcit del rei borbó Felip V d'Espanya. Es van abolir les Constitucions catalanes, les Corts i la Generalitat, i es van imposar, per dret de conquesta, els Decrets de Nova Planta.

Persona entrevistadaJosep Mateu, president de la Fundació Privada Empresaris (FemCAT). 
| « | El que volem és que el nostre país sigui un país capdavanter en els pròxims vint anys, capdavanter del món. La independència podria ser un instrument per a aquesta fita que busquem, però no és l'únic instrument. | » |

## Entrevistes
El documental ha comptat amb l'assessorament dels professors Montserrat Guibernau, Germà Bel i Joaquim Albareda, i la col·laboració de:
Acadèmics
- Montserrat Guibernau, catedràtica de Ciències Polítiques, Queen Mary - Universitat de Londres, "La identitat de les nacions" (2010)
- Germà Bel, catedràtic de Teoria Econòmica, Universitat de Barcelona, "España, capital París" (en preparació, 2010)
- Joaquim Albareda, catedràtic d'Història Moderna, Universitat Pompeu Fabra, "La guerra de Sucesión de España 1700-1714" (2010)
- Antoni Abad, professor visitant a la Universitat Stanford, "Catalunya independent en el si de la UE" (2010)
- Manuel Ballbé i Mallol, catedràtic de Dret Administratiu, Universitat Autònoma de Barcelona, "M. Ballbé & R. Martínez. Soberanía dual y Constitución integradora: la Corte Suprema norteamericana" (2003)
- Alain-G. Gagnon, catedràtic de Ciències Polítiques, Universitat del Quebec a Mont-real, "Quebec. Estat i Societat" (2005)
- David McCrone, catedràtic del Departament de Sociologia i Ciències Polítiques, Universitat d'Edimburg, "Revolution or Evolution?: the 2007 Scottish election" (2009)
- Andrew Scott, degà d'estudis de la Unió Europea, Universitat d'Edimburg, "British Devolution and European Policy-Making: Transforming Britain into Multi-Level Governance" (2002)
- Michel Seymour, catedràtic del Departament de Filosofia, Universitat de Mont-real, "De la tolérance à la reconnaissance" (2008)
- Enrico Spolaore, catedràtic d'Economia, Universitat de Tufts, "A. Alesina & E. Spolaore The Size of Nations" (2003)

Jutges
- Michel Bastarache, jutge del Tribunal Suprem del Canadà (1997-2008)

Polítics
- Kuupik Kleist, Primer ministre de Groenlàndia
- Jorn Skov Nielsen, viceministre de Minerals i Petroli de Groenlàndia
- Flemming Møller, diputat del Partit Liberal i responsable d'Afers de Groenlàndia
- Alex Salmond, Primer ministre d'Escòcia
- Michael Russell, ministre de Cultura, Exteriors i Constitució d'Escòcia (2009)
- Pierre Arcand, ministre d'Afers Estrangers i Francofonia del Quebec
- Gilles Duceppe, líder del Bloc Quebequès
- Wendy Alexander, diputada del Partit Laborista Escocès
- Murdo Fraser, diputat del Partit Conservador Escocès

Empresaris, societat i sindicats
- Josep Maria Gil, director general tècnic i d'operacions de Ferrer Internacional
- Oriol Guixà, conseller delegat de La Farga Group
- Alfons López Tena, notari i president del Cercle d'Estudis Sobiranistes
- Josep Mateu, president Fundació Privada Empresaris (FemCAT)
- Ramon Pascual, president de la comissió executiva ALBA (sincrotró)Sincrotró Alba
- Camil Ros, secretari política sindical UGT
- Miquel Valls, president de la Cambra de Comerç de Barcelona

## Impacte mediàtic
El 4 de juny del 2010 Albert Rivera, del partit Ciutadans, redacta un comunicat on anuncia que preguntarà als responsables de TV3 pel cost i les persones que van decidir emetre el documental Adéu, Espanya?. Segons el comunicat, el dirigent de Ciutadans demanarà explicacions durant la pròxima sessió de control de la comissió de la Corporació Catalana de Mitjans Audiovisuals (CCMA), l'ens públic que gestiona les televisions i les ràdios públiques catalanes.
Rivera va lamentar que TV3 "promogui l'enfrontament" entre Catalunya i Espanya i va reclamar que "es fomenti la convivència i no l'enfrontament" i que "no s'utilitzin els mitjans de comunicació públics com a "instruments polítics".